# 1593

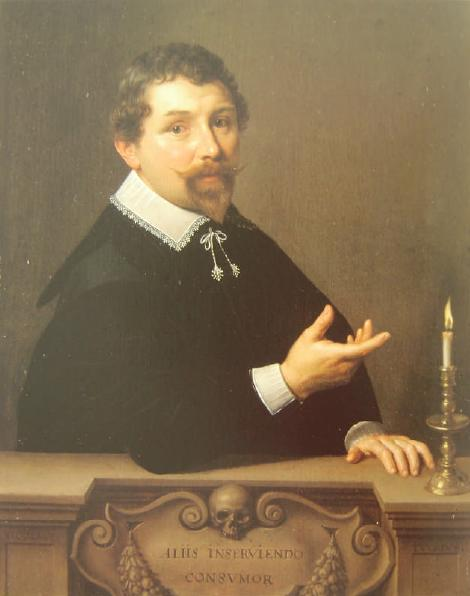
Dr. Tulp por Nicolaes Eliasz. Pickenoy (1633)

- Wikisource

| Calendário gregoriano                                                        | 1593 MDXCIII                        |
| Ab urbe condita                                                              | 2346                                |
| Calendário arménio                                                           | 1042 – 1043                         |
| Calendário bahá'í                                                            | -251 – -250                         |
| Calendário budista                                                           | 2137                                |
| Calendário chinês                                                            | 4289 – 4290 Início a 1 de fevereiro |
| Calendário copta                                                             | 1309 – 1310                         |
| Calendário etíope                                                            | 1585 – 1586                         |
| Calendários hindus - Vikram Samvat - Calendário nacional indiano - Cáli Iuga | 1648 – 1649 1514 – 1515 4693 – 4694 |
| Calendário Holoceno                                                          | 11593                               |
| Calendário islâmico                                                          | 1001 – 1002                         |
| Calendário judaico                                                           | 5353 – 5354                         |
| Calendário persa                                                             | 971 – 972                           |
| Calendário rúnico                                                            | 1843                                |
| Calendário solar tailandês                                                   | 2136                                |

1593 (MDXCIII, na numeração romana) foi um ano comum do século XVI do actual Calendário Gregoriano, da Era de Cristo,  e a sua letra dominical foi C, teve 52 semanas,  início a uma sexta-feira e terminou também a uma sexta-feira.
| Ano completo                       |
| ---------------------------------- |
| Ano comum com início à sexta-feira |

## Eventos
- A Inglaterra é atingida pela peste.
- Nomeação de Francisco Botelho no cargo de Provedor das Armadas e naus da Índia
- Naufrágio na Baía de Angra de duas naus espanholas "Nuestra Señora de los Remedios" e "Trinidad".
- Mau ano agrícola provoca mortes por fome na ilha de São Jorge e na ilha Terceira, facto que esteve relacionado com as más colheitas e com a crise sucessória de 1580-1583 em Portugal, com os saques ocorridos, com pesados tributos para manutenção da força de ocupação castelhana.

### Setembro
- 4 de setembro - Confirmação da doação da capitania da ilha Graciosa a D. Fernando Coutinho.
- 17 de setembro - Doação da capitanias da ilha das Flores e da ilha do Corvo a D. Francisco de Mascarenhas, Conde de Santa Cruz.
- 27 de setembro - Criação da paróquia e Igreja de Nossa Senhora do Rosário da Lagoa, ilha de São Miguel.

## Nascimentos
- 11 de outubro - Nicolaes Tulp, médico e político neerlandês.

## Mortes
- 04 de Janeiro - Heinrich Brucæus, foi médico, astrônomo e matemático alemão (n. 1530).
- 03 de Março - Valentin Naboth, matemático, astrônomo e astrólogo alemão (n. 1523).

## Epacta e idade da Lua
| Epacta gregoriana | 27      |
| Idade da Lua      | Letra H |